# Tomb Raider (игра, 2000)
Tomb Raider, также известная как Tomb Raider: The Nightmare Stone — это видеоигра, выпущенная в 2000 году для Game Boy Color. Была разработана Core Design и издана Eidos Interactive и THQ. Является первой портативной игрой в серии Tomb Raider и первой, которая не получила рейтинг Т от ESRB. И хотя название игры то же, что и у первой в серии Tomb Raider, сюжетная линия в ней совершенно другая.

## Игровой процесс
В Tomb Raider игрок управляет Ларой Крофт на 14 уровнях, расположенных в пяти областях. На каждом уровне игрок должен решать головоломки, перепрыгивать через препятствия и побеждать врагов. Лара может выполнять до 25 различных движений, включая хватание за уступ, сальто назад и прыжки с обрыва. Сюжет игры рассказывает о попытках Лары помешать группе охотников за сокровищами завладеть Камнем Кошмара — ключом, способным освободить злого бога Куаксета.

## Разработка
Tomb Raider была разработана компанией Core Design и издана THQ для Game Boy Color, портативной системы Nintendo. В отличие от большинства игр для Game Boy Color, в которых разрешение спрайта персонажа фиксируется на уровне от 16 до 32 пикселей, Core решила сделать Лару высотой 48 пикселей, чтобы подчеркнуть ее внешность. Персонаж также имеет 2000 кадров анимации.

## Оценки и критика
| Сводный рейтинг    | Сводный рейтинг |
| Агрегатор          | Оценка          |
| ------------------ | --------------- |
| GameRankings       | 79,00 %         |
| Иноязычные издания |                 |
| Издание            | Оценка          |
| GameSpot           | 8,1/10          |
| IGN                | 8/10            |
| Nintendo Power     | 7,6/10          |
| N64 Magazine       | [ 7 ]           |
| Planet Game Boy    | 90 %            |

Игра получила среднюю оценку 79 % на GameRankings, основанную на совокупности 10 рецензий. Фрэнк Прово из GameSpot высоко оценил уровни, заявив, что каждый из них имеет свою игровую тематику: от лазания по канату в храмах до плавания в пещерах и прыжков через потоки вулканической лавы. Критики также отметили плавную и акробатическую анимацию Лары, а также тот факт, что игрок может выполнять самые разнообразные движения с помощью ограниченного количества кнопок Game Boy Color.